# 冀南银行总行
冀南银行总行，是1941年至1948年存在的一家中國銀行，其旧址位于河北省邯郸市涉县赤岸村。

## 概述
1941年，晋冀鲁豫边区冀南银行总行在河北涉县索堡村正式成立，直属于当时的晋冀鲁豫边区政府。在抗日战争时期，在边区发行了冀南银行币（又名冀钞）作为边区的本位币。
1946年初，当时的鲁西银行合并入边区冀南银行总行，从此，冀南、太岳、冀鲁豫、太行这四个区行由冀南银行总行统一管理。1942年冀南银行跟随晋冀鲁豫边区政府搬往河北邯郸和河北武安县。
1948年边区政府冀南银行总行与保定阜平晋察冀边区银行合并成为华北银行。同年，在华北银行基础上合并北海银行、西北银行，成立了当时的中国人民银行。